# 160P/LINEAR
Комета LINEAR 43 (160P/LINEAR) — короткопериодическая комета из семейства Юпитера, которая впервые была обнаружена 15 июля 2004 года в рамках проекта по поиску околоземных астероидов LINEAR и, первоначально, была принята за астероид, получивший временное обозначение 2004 NL21, но уже к 6 сентября появляются снимки, на которых отчётливо видны признаки кометной активности. И в тот же день были найдены архивные снимки этой кометы, которые были получены немецким астрономом-любителем Майком Мейером ещё 8 сентября 1996 года. Таким образом, менее чем за месяц был установлен короткопериодический характер орбиты кометы, а сама комета получает порядковый номер. Комета обладает довольно коротким периодом обращения вокруг Солнца — чуть более 7,9 года.

Орбита кометы LINEAR и её положение в Солнечной системе

## Сближения с планетами
В течение XX и XXI века комета испытала три тесных сближения с Юпитером, два из которых уже произошли.
- 0,35 а. е. от Юпитера 31 января 1992 года;
- 0,31 а. е. от Юпитера 17 сентября 2015 года;
- 0,77 а. е. от Юпитера 3 сентября 2075 года.